# أوري أند ذا ويل أوف ذا ويسبس
أوري أند ذا ويل أوف ذا ويسبس (بالإنجليزية: ori and the will of the wisps)‏ هي لعبة فيديو مغامرات طورتها مون ستوديوز ونشرتها إكس بوكس غيم ستوديوز، صدرت في 11 مارس 2020 وتعمل على أجهزة إكس بوكس ون، ويندوز، نينتندو سويتش وإكس بوكس سيريس إكس وسيريس أس. يتحكم اللاعب في أوري الفخري، وهو روح وصي أبيض. يجب على اللاعبين القفز والتسلق والانزلاق والسباحة بين منصات مختلفة لحل الألغاز المعقدة. مع قدرات وترقيات جديدة تسمح للاعبين بفتح مناطق كان يتعذر الوصول إليها سابقًا على الخريطة.
تخطى عدد لاعبي اللعبة مليونين شخص، وأصبحت اللعبة الأكثر مبيعا على ستيم.